# Frank de Miranda
Frank de Miranda (Bloemendaal, 8 maart 1913 - Ede, 1986) was een Nederlandse beeldhouwer, psycholoog en publicist.

## Levensloop
Zijn vader Abraham de Miranda, die zelf een joodse opvoeding genoot, vindt het niet noodzakelijk dit op zijn kinderen, waaronder Frank, over te brengen. Desalniettemin voelt De Miranda grote verbondenheid met zijn joodse achtergrond. Hij houdt zich bezig met de studie van de Tenach en sluit zich aan bij een zionistische beweging. Zo leert hij op latere leeftijd Hebreeuws en geeft Bijbellessen (1941).
Van 1925 tot 1931 gaat de jonge Frank naar Het Baarnsch Lyceum. Als De Miranda twaalf is (1925), schaft zijn vader, die als ontwerper/kunstenaar een artistieke achtergrond had, een (pottenbakkers-)oven aan. Hierdoor krijgt De Miranda de gelegenheid om zich in het vak van keramist/beeldhouwer te bekwamen. Hij wordt hierin bijgestaan door zijn vader en later door beeldhouwer/grès-kunstenaar Joseph Mendes da Costa (1863-1939), die De Miranda omstreeks zijn achttiende leert kennen. Hij volgt een opleiding aan de Amsterdamse Nijverheidsschool.
De Miranda laat zich inspireren door de artistieke kwaliteiten van Joseph Mendes da Costa, met wie hij tot Mendes da Costa's overlijden in 1939 nauw contact houdt. De Miranda's talent komt tot uiting in zijn grès-aardewerk. Net als Mendes da Costa´s werk, zijn deze grès-objecten doorgaans voorzien van een laagje zoutglazuur. Hiernaast maakt De Miranda onder meer bustes van hout, tevens geïnspireerd op Mendes da Costa's werk.
Mendes da Costa’s borstbeeld van Herman Heijermans stond in eerste instantie in het Vondelpark, waar het in 1929 was onthuld. Het werd verschillende keren beschadigd en in 1934 kreeg Mendes da Costa de opdracht een nieuw beeld te ontwerpen. Maar ook het nieuwe exemplaar, dat naar het Leidsebosje was verplaatst, kreeg het te verduren. In 1939 werd er een pot rode verf over uitgegoten en werden papieren hakenkruizen rond het voetstuk gestrooid. In november 1940 werd het zodanig verminkt door aanhangers van de nieuwe orde dat het werd verwijderd en opgeslagen in de gemeentewerkplaatsen. Na de bevrijding werd met instemming van de NKB Mendes da Costa’s leerling Frank de Miranda gevraagd om het beschadigde beeld in ere te herstellen. Deze wilde de restauratie niet uitvoeren, omdat er geen gipsmodel en weinig foto’s voorhanden waren. Hij stelde de gemeente voor het werk te kopen en mee te nemen naar Israël, waar hij jonge beeldhouwers wilde gaan onderwijzen. ‘En aan deze – weliswaar beschadigde – kop, een werk van de Joodse beeldhouwer Mendes da Costa, zou ik in dit land – een Joods land in opbouw – kunnen demonstreren wat een beeldhouwwerk kan zijn,’ schreef De Miranda optimistisch. De gemeente schonk hem de sculptuur. In 1952 keerden De Miranda en zijn beeld terug naar Nederland. Hij was er niet in geslaagd het werk als studieobject in te zetten. Het kwam terug in gemeentebezit en werd op last van Willem Sandberg hersteld met behulp van nieuwe restauratietechnieken.Het resultaat van de restauratie was in de ogen van stadsbeeldhouwer Hildo Krop en De Miranda echter onbevredigend, vooral waar het Heijermans’ neus betrof. Op hun advies keurde de gemeente het herstelwerk af. Andermaal ontving De Miranda de opdracht tot restauratie. 
Van 1956 tot 1959 studeert De Miranda pedagogiek aan de Utrechtse universiteit. Hij werkt vervolgens als psycholoog en publicist.

## Boeken
- 1977 - "K.P.C. de Bazel, Bouwkunst tussen Oost en West"
- 1978 - Mendes Da Costa, Jessurun De Mesquita: Nederlandse Beeldende Kunstenaars, Joden in De Verstrooiing
- 1979 - Het heilige en de mens: religieuze en priesterlijke werkelijkheidsbenadering: religie als richtingbepaling
- 1984 - Autobiografische notities